# غريبة شرقية (دير الزور)
غريبة شرقية قرية سورية تتبع ناحية صور في منطقة مركز دير الزور في محافظة دير الزور. بلغ عدد سكانها 1799 نسمة في عام 2004 حسب إحصاء المكتب المركزي للإحصاء.